# Jaume Rull i Jové
Jaume Rull i Jové   (Sants, 1895 - Òrrius, 1988) fou un erudit i col·leccionista català. Inicià una col·lecció de textos teatrals catalans, publicats i inèdits que formaren l'Arxiu Teatral Rull, conservat actualment a la Biblioteca de Catalunya.

## Biografia
Jaume Rull dedicà tota la seva vida a recollir textos de teatre català d'una manera exhaustiva i a confeccionar fitxes biogràfiques dels autors dels textos i d'actors, empresaris, músics i altres persones relacionades amb la cultura als Països Catalans. Va ser funcionari de l'Ajuntament de Barcelona. Va viure al 1r pis del número 85 del carrer de Sants on hi allotjava l'arxiu teatral. La seva biblioteca privada era coneguda a tots els cercles teatrals catalans.
L'Agrupació Dramàtica de Barcelona organitzà l'any 1963 una exposició del Fons Teatral Rull i un cicle de quatre conferències al Palau Dalmases, amb motiu del Dia Mundial del Teatre.

## La col·lecció teatral
Jaume Rull va iniciar la seva col·lecció l'any 1908, que conté més d'onze mil obres impreses i de mil cent peces manuscrites i es conserva a la Biblioteca de Catalunya. Va ingressar-hi el 1997, a través de la Direcció General de Patrimoni de la Generalitat de Catalunya. També s'hi conserven fotografies, programes, revistes i obres de tema teatral.
Recull gairebé totes les obres teatrals en català des de 1750. Hi són representats més de tres mil dramaturgs i més de quatre-cents compositors de teatre líric a banda d'un nombre considerable d'obres anònimes. Majoritàriament abraça els segles xviii i XIX, però s'hi troben obres fins als anys setanta del segle xx.
Del segle xviii hi figuren algunes exemplars únics, com el sainet bilingüe El café de Barcelona, de Ramón de la Cruz (estrenat al Teatre Nou el 1788), i diverses edicions de la Passió. Així mateix hi ha còpies manuscrites de la mà del mateix Rull d'obres de Joan Ramis i Ramis conservades a la Biblioteca Pública de Maó.
Del segle xix també s'hi troben edicions de la Passió tradicionals. Destaquen les obres de Josep Robrenyo, Francesc Renart i Arús, Abdó Terrades, Eduard Escalante i Frederic Soler.
Pel qua fa a les revistes, la majoria de col·leccions són completes, i alguns títols no es localitzen en cap altra col·lecció.
Acompanya el fons un fitxer amb més de 15.000 fitxes amb dades biogràfiques dels dramaturgs, impressors, empresaris de teatre, directors escènics, actors, compositors i músics de teatre líric, escenògrafs i altres professionals del teatre. Les fitxes manuscrites es conserven a la seva calaixera original i es poden consultar a la Sala de Reserva de la Biblioteca de Catalunya.